# 1158 год
1158 (ты́сяча сто пятьдеся́т восьмо́й) год  по юлианскому календарю — невисокосный год, начинающийся в среду. Это 1158 год нашей эры, 8‑й год 6‑го десятилетия XII века 2‑го тысячелетия, 9‑й год 1150‑х годов. Он закончился 867 лет назад.
| Пн | Вт | Ср | Чт | Пт | Сб | Вс |
|    |    | 1  | 2  | 3  | 4  | 5  |
| 6  | 7  | 8  | 9  | 10 | 11 | 12 |
| 13 | 14 | 15 | 16 | 17 | 18 | 19 |
| 20 | 21 | 22 | 23 | 24 | 25 | 26 |
| 27 | 28 | 29 | 30 | 31 |    |    |

| Пн | Вт | Ср | Чт | Пт | Сб | Вс |
|    |    |    |    |    | 1  | 2  |
| 3  | 4  | 5  | 6  | 7  | 8  | 9  |
| 10 | 11 | 12 | 13 | 14 | 15 | 16 |
| 17 | 18 | 19 | 20 | 21 | 22 | 23 |
| 24 | 25 | 26 | 27 | 28 |    |    |

| Пн | Вт | Ср | Чт | Пт | Сб | Вс |
|    |    |    |    |    | 1  | 2  |
| 3  | 4  | 5  | 6  | 7  | 8  | 9  |
| 10 | 11 | 12 | 13 | 14 | 15 | 16 |
| 17 | 18 | 19 | 20 | 21 | 22 | 23 |
| 24 | 25 | 26 | 27 | 28 | 29 | 30 |
| 31 |    |    |    |    |    |    |

| Пн | Вт | Ср | Чт | Пт | Сб | Вс |
|    | 1  | 2  | 3  | 4  | 5  | 6  |
| 7  | 8  | 9  | 10 | 11 | 12 | 13 |
| 14 | 15 | 16 | 17 | 18 | 19 | 20 |
| 21 | 22 | 23 | 24 | 25 | 26 | 27 |
| 28 | 29 | 30 |    |    |    |    |

| Пн | Вт | Ср | Чт | Пт | Сб | Вс |
|    |    |    | 1  | 2  | 3  | 4  |
| 5  | 6  | 7  | 8  | 9  | 10 | 11 |
| 12 | 13 | 14 | 15 | 16 | 17 | 18 |
| 19 | 20 | 21 | 22 | 23 | 24 | 25 |
| 26 | 27 | 28 | 29 | 30 | 31 |    |

| Пн | Вт | Ср | Чт | Пт | Сб | Вс |
|    |    |    |    |    |    | 1  |
| 2  | 3  | 4  | 5  | 6  | 7  | 8  |
| 9  | 10 | 11 | 12 | 13 | 14 | 15 |
| 16 | 17 | 18 | 19 | 20 | 21 | 22 |
| 23 | 24 | 25 | 26 | 27 | 28 | 29 |
| 30 |    |    |    |    |    |    |

| Пн | Вт | Ср | Чт | Пт | Сб | Вс |
|    | 1  | 2  | 3  | 4  | 5  | 6  |
| 7  | 8  | 9  | 10 | 11 | 12 | 13 |
| 14 | 15 | 16 | 17 | 18 | 19 | 20 |
| 21 | 22 | 23 | 24 | 25 | 26 | 27 |
| 28 | 29 | 30 | 31 |    |    |    |

| Пн | Вт | Ср | Чт | Пт | Сб | Вс |
|    |    |    |    | 1  | 2  | 3  |
| 4  | 5  | 6  | 7  | 8  | 9  | 10 |
| 11 | 12 | 13 | 14 | 15 | 16 | 17 |
| 18 | 19 | 20 | 21 | 22 | 23 | 24 |
| 25 | 26 | 27 | 28 | 29 | 30 | 31 |

| Пн | Вт | Ср | Чт | Пт | Сб | Вс |
| 1  | 2  | 3  | 4  | 5  | 6  | 7  |
| 8  | 9  | 10 | 11 | 12 | 13 | 14 |
| 15 | 16 | 17 | 18 | 19 | 20 | 21 |
| 22 | 23 | 24 | 25 | 26 | 27 | 28 |
| 29 | 30 |    |    |    |    |    |

| Пн | Вт | Ср | Чт | Пт | Сб | Вс |
|    |    | 1  | 2  | 3  | 4  | 5  |
| 6  | 7  | 8  | 9  | 10 | 11 | 12 |
| 13 | 14 | 15 | 16 | 17 | 18 | 19 |
| 20 | 21 | 22 | 23 | 24 | 25 | 26 |
| 27 | 28 | 29 | 30 | 31 |    |    |

| Пн | Вт | Ср | Чт | Пт | Сб | Вс |
|    |    |    |    |    | 1  | 2  |
| 3  | 4  | 5  | 6  | 7  | 8  | 9  |
| 10 | 11 | 12 | 13 | 14 | 15 | 16 |
| 17 | 18 | 19 | 20 | 21 | 22 | 23 |
| 24 | 25 | 26 | 27 | 28 | 29 | 30 |

| Пн | Вт | Ср | Чт | Пт | Сб | Вс |
| 1  | 2  | 3  | 4  | 5  | 6  | 7  |
| 8  | 9  | 10 | 11 | 12 | 13 | 14 |
| 15 | 16 | 17 | 18 | 19 | 20 | 21 |
| 22 | 23 | 24 | 25 | 26 | 27 | 28 |
| 29 | 30 | 31 |    |    |    |    |

## События

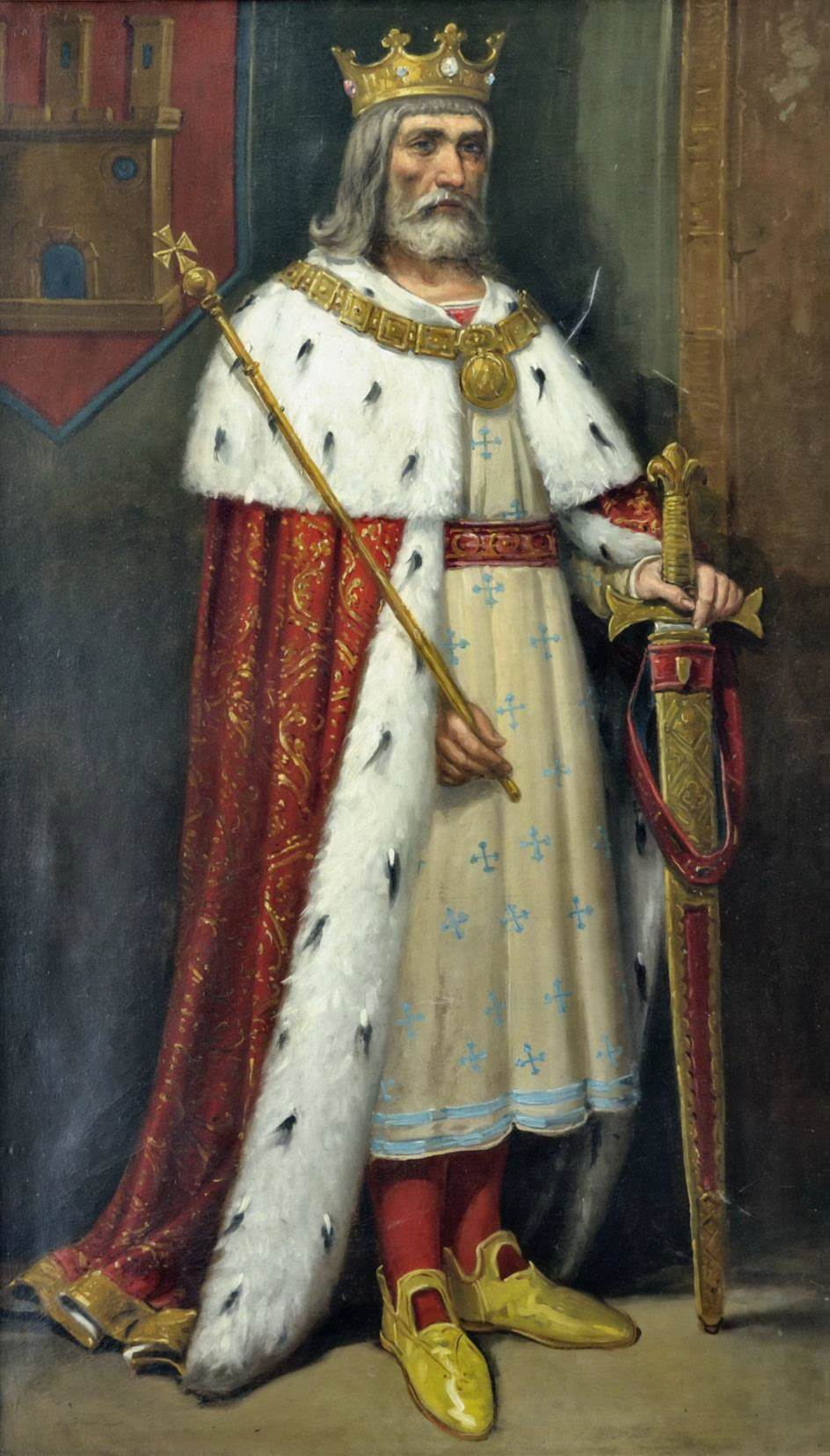
Альфонсо VIII

- 1157—1159 — Крестовый поход Тьерри Эльзасского в Северную Сирию[1].
- 11 января — князь Чехии Владислав II получает в Регенсбурге от Фридриха Барбароссы титул короля Чехии.
- Первые дни месяца мухаррама (начался 3 февраля) — франки захватывают замок Харим в провинции Алеппо.
- Апрель — египетская армия совершает набег на земли франков у Газы и Аскалона.
- Июнь — в Париж пребывает Томас Бекет. Проводятся переговоры о браке Маргариты, дочери Людовика VII и Генриха, сына английского короля. Сентябрь — Генрих II Плантагенет прибывает в Париж, чтобы забрать Маргариту на воспитание в Англию. Оба королевских дома приняли решение, что в случае смерти Генриха Младшего, Маргарита выйдет замуж за другого сына Плантагенета.
- 31 августа — смерть короля Кастилии Санчо III, правление которого длилось всего год. Трон Кастилии занимает 2-летний сын Санчо III — Альфонсо VIII, правление которого продлилось 56 лет и ознаменовалось объединением Кастилии и подчинем Леона и Арагона.
- 31 августа — капитуляция осаждённого Фридрихом Барбароссой Милана.
- Ноябрь — на Ронкальской равнине Фридрих принимает манифест «Восстановления» (Ронкальские декреты).
- Декабрь — византийские войска неожиданно вторглись в Киликийское царство, чей правитель Торос II открыто поддерживал Рено де Шатильона. Население Киликии быстро признало господство Византии, а её бывший хозяин укрылся в горах.
- Начался Второй итальянский поход Фридриха I Барбароссы. Император Фридрих Барбаросса требует от ломбардских городов права иметь императорского наместника (подеста) в каждом городе. Восстание Милана, Пьяченцы, Брешии и Кремоны против императора.
- Адольф Голштинский принуждён уступить Генриху Льву Любек.
- Генрих II Плантагенет Английский облагает щитовой податью земли духовенства.
- Военный поход Генрих II Плантагенета на Уэльс. Формальное подчинение Уэльса Англии.
- Генрих II Плантагенет получает у папы Адриана IV — англичанина по происхождению — буллу на завоевание Ирландии
- Мануил Комнин заключает с норманнами мир. Уход армии ромеев из Сицилии. Мануил объявил поход против Венгрии, но вскоре заключил мир. Мануил отправился на Восток и навёл ужас на владетеля Киликийской Армении Торуса.
- Маркграф Штирии Оттокар III наследует графство Питтен.
- Франки непрерывно совершают рейды в районы Хаурана и Иклима.
- Балдуин III Иерусалимский одержал победу над амиром Дамаска Нур ад-Дин Махмудом при Тивериадском озере. Положение Иерусалимского королевства восстановилось после поражения в 1157 году.
- Асад аль-Дин прибыв с конницей туркмен, совершает рейд на районы Сидона и его окрестности.
- Византийская армия навсегда покинула Южную Италию.
- В Праге появляется монастырский дом госпитальеров.
- Генрихом Львом основан Мюнхен.

## Русь
Правление: 1154—1155, 1157—1158, 1161 — Изяслав Давидович и 1158—1159, 1167—1169, 1170 — Мстислав Изяславич (до 12 апреля 1159 года)

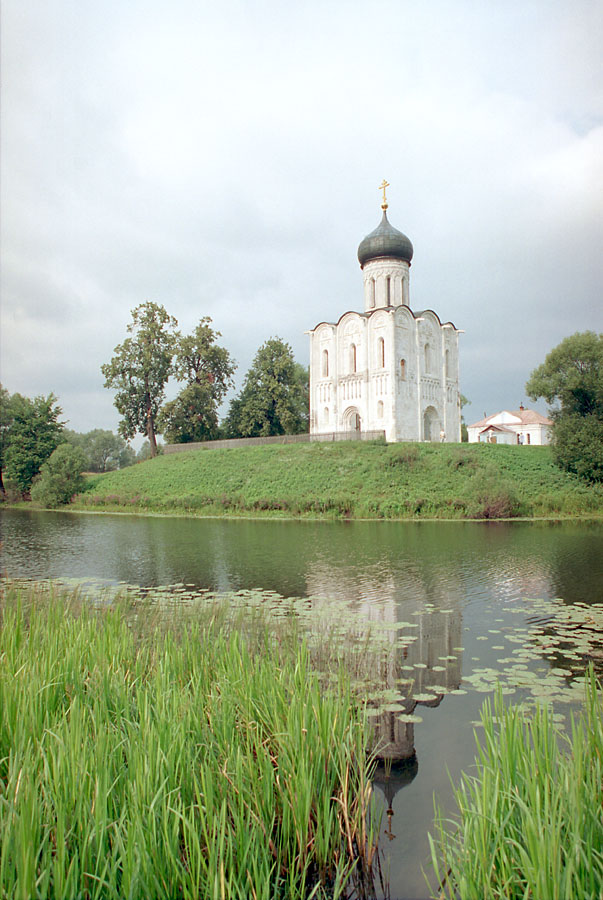
Церковь Покрова на Нерли, построенная в 1158 году

### Правление Изяслава Давидовича
- 1158—1161 — началась междоусобная война на Руси. Борьба за власть в Киевском и других княжествах, начавшаяся в период киевского княжения Изяслава Давыдовича из-за его вмешательства в борьбу за власть в Галиче[2].
  - Осада Белгорода Киевского. Неудачная попытка Изяслава Давыдовича выбить Мстислава Изяславича с киевской земли[3].
- Начало весны — Ростислав Мстиславич вместе с супругой возвращается из Великого Новгорода в Смоленск, оставив сына Святослава править в В. Новгороде, а второго сына Давыда — в Торжке[4].

- Галицкий князь Ярослав Владимирович Осмомысл, опираясь на поддержку многих русских князей, а также поляков и венгров, потребовал от Изяслава Давыдовича выдать ему князя Ивана Берладника, но киевский князь ответил отказом послам прибывшим в Киев[5][6].
- Ярослав Осмомысл, в результате отказа начинает собирать коалицию князей в которую входят Мстислав Изяславич и Владимир Андреевич[7].
- Киевский князь Изяслав Давидович собрал княжеский съезд с черниговскими  князьями в Лутаве, где заключил мир со Святославом Ольговичем и другими черниговскими князьями[7][8].
- 8 апреля — 1160 — князь Андрей Боголюбский заложил Успенский собор во Владимире[9].
- Роман Ростиславич послан отцом вместе с братом Рюриком, а также смолянами, новгородцами и псковичами в помощь Рогвольду Борисовичу против Ростислава Глебовича. Ростислав Мстиславич сам хотел выступить в поход, но его отговаривает новгородские епископ Аркадий[4][10].
- В Полоцк после 7-летнего перерыва вернулся Рогволод Борисович, выгнав брата Ростислава Глебовича. Началась Междоусобная война на Руси (1158—1161)[10].
- Изяслав Давыдович начинает войну против Осмомысла "ища волости" Ивану Берланднику[7].
- Иван Ростиславич Берладник, опасавшийся за свою жизнь, бежал к половцам и затем на Дунай, где нападал на торговые и рыбацкие суда. Собрав 6-тысячное войско берладников, вместе с половцами начал поход на Галицкое княжество, без боя занял пограничный город Кучелмин. В Ушице на сторону Ивана Ростиславича перешли смерды, однако сам город смогла отстоять галицкая "засада" и Иван Ростиславич не разрешил атаковать город половцами (рассчитывавшим, вероятно, на его последующее разграбление), в результате чего половцы покинули войско и Ивану Ростиславичу пришлось возвратиться в Киев[6].
- Образована княжеская коалиция против великого киевского князя. Князья "целуют крест" Ростиславу Мстиславичу Смоленскому, в том, что будут добывать для него великокняжеский киевский стол[11].
- Осень — Изяслав Давыдович организовал поход на Галич, но не продвинулся далее Белгорода, где стороны в течение 12 дней обстреливали друг друга. Мстиславу Изяславичу удалось убедить чёрных клобуков, берендеев и торков составляющих важную часть киевского войска, покинуть Изяслава Давыдовича, после чего он бежал в Вышгород, а оттуда в Гомель[5][6].
- Осень — после измены чёрных клобуков Изяславу Давыдовичу пришлось уйти за Днепр, где он занял область вятичей, подвластную Чернигову[11].

#### Правление Мстислава Изяславича
- 22 декабря — войска коалиции вступили в Киев, сразу же было принято решение о передаче киевского стола старшему из потомков Владимира Мономаха – смоленскому князю Ростиславу Мстиславичу. До его прибытия 12 апреля 1159 года Киевом управлялся Мстислав Изяславич, который вернул в город митрополита Климента Смолятича[12].
- Русские князья исполняя крестное целование посылают в Смоленск за Ростиславом Мстиславичем, который согласился занять великокняжеские престол при условии, что племянники и брат признают его "отцом себе" и обещают во всём слушаться его. Тогда же Ростислав объявляет, что не желает видеть на митрополии ставленника брата Изяслава — митрополита Климента Смолятича[4][11].
- Мстислав Изяславич и некоторые князья против кандидатуры в митрополиты Константина I (ум. 1159). Переговоры затягиваются, пока князья не сходятся во мнении целуя крест на том, что необходимо пригласить митрополита из Царьграда[11].
- 1158—1164 — в селе Боголюбово Андрей Юрьевич Боголюбский заложил роскошный белокаменный дворец-резиденцию и собор Рождества Богородицы[9].
- Конец декабря — Глеб Юрьевич, после поражения Изяслава Давыдовича и потери им киевского престола принимает у себя в Переяславле-Русском свою тёщу, жену Изяслава, а затем отпускает её в Городец на Днепре, откуда княгиня едет к мужу[13].
- Первое упоминание в Ипатьевской летописи Небльской волости[14].

## Начало правления
См.также: Список глав государств в 1158 году

## Родились
См. также: Категория:Родившиеся в 1158 году

## Скончались
См. также: Категория:Умершие в 1158 году
- Санчо III Кастильский.